# Động cơ điện một chiều

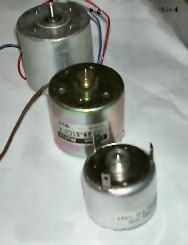
Động cơ điện một chiều

Động cơ điện một chiều là động cơ điện hoạt động với dòng điện một chiều.

## Nguyên tắc hoạt động
Stator của động cơ điện 1 chiều thường là 1 hay nhiều cặp nam châm vĩnh cửu, hay nam châm điện, rotor có các cuộn dây quấn và được nối với nguồn điện một chiều, một phần quan trọng khác của động cơ điện 1 chiều là bộ phận chỉnh lưu, nó có nhiệm vụ là đổi chiều dòng điện trong khi chuyển động quay của rotor là liên tục. Thông thường bộ phận này gồm có một bộ cổ góp và một bộ chổi than tiếp xúc với cổ góp.

Nguyên tắc hoạt động của động cơ điện một chiều
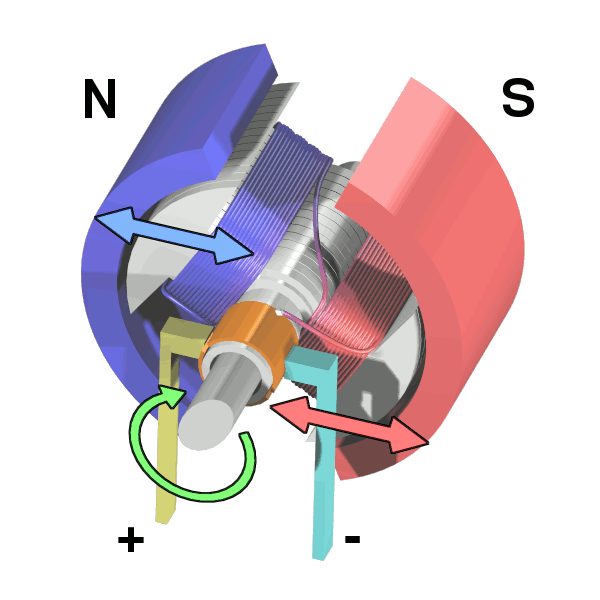
Pha 1: Từ trường của rotor cùng cực với stator, sẽ đẩy nhau tạo ra chuyển động quay của rotor
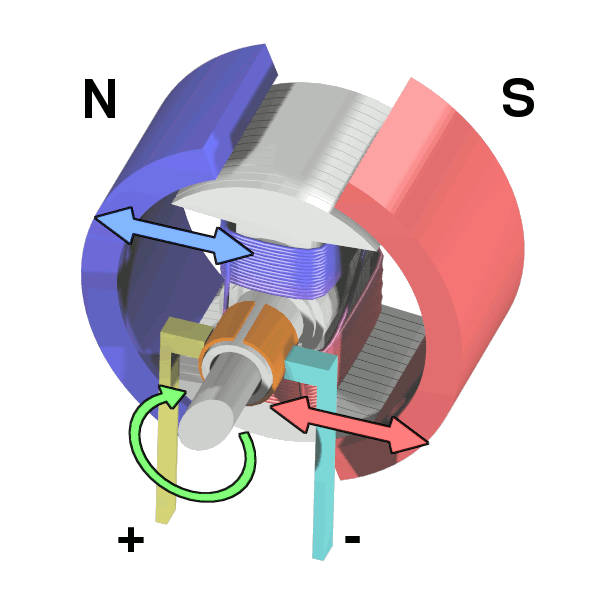
Pha 2: Rotor tiếp tục quay
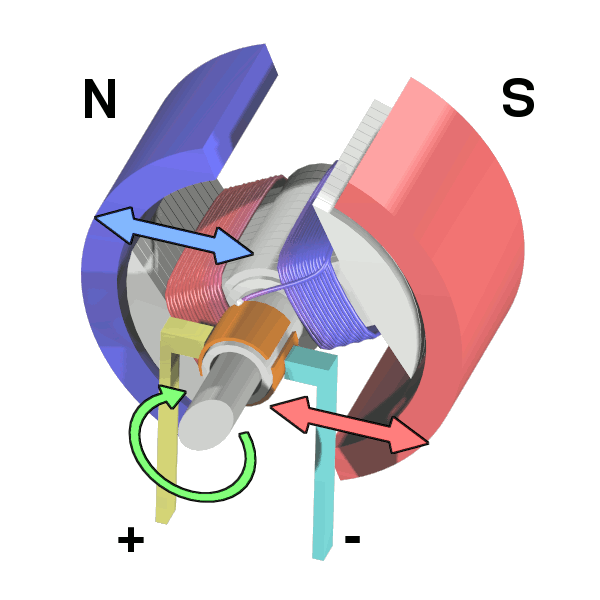
Pha 3: Bộ phận chỉnh điện sẽ đổi cực sao cho từ trường giữa stator và rotor cùng dấu, trở lại pha 1

Nếu trục của một động cơ điện một chiều được kéo bằng 1 lực ngoài, động cơ sẽ hoạt động như một máy phát điện một chiều, và tạo ra một sức điện động cảm ứng Electromotive force (EMF). Khi vận hành bình thường, rotor khi quay sẽ phát ra một điện áp gọi là sức phản điện động counter-EMF (CEMF) hoặc sức điện độngđối kháng, vì nó đối kháng lại điện áp bên ngoài đặt vào động cơ. Sức điện động này tương tự như sức điện động phát ra khi động cơ được sử dụng như một máy phát điện (như lúc ta nối một điện trở tải vào đầu ra của động cơ, và kéo trục động cơ bằng một ngẫu lực bên ngoài). Như vậy điện áp đặt trên động cơ bao gồm 2 thành phần: sức phản điện động, và điện áp giáng tạo ra do điện trở nội của các cuộn dây phần ứng. Dòng điện chạy qua động cơ được tính theo biều thức sau:
{\displaystyle I=(V_{Nguon}-V_{PhanDienDong})/R_{PhanUng}}
Công suất cơ mà động cơ đưa ra được, được tính bằng:
{\displaystyle P=I*(V_{PhanDienDong})}

## Cơ chế sinh lực quay của động cơ điện một chiều

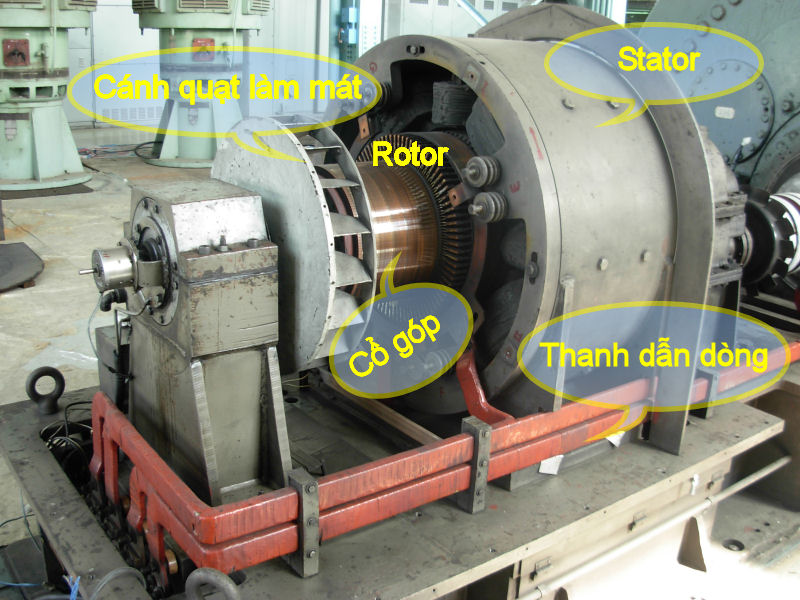
Một máy điện một chiều đang được tháo ra đại tu.

Khi có một dòng điện chạy qua cuộn dây quấn xung quanh một lõi sắt non, cạnh phía bên cực dương sẽ bị tác động bởi một lực hướng lên, trong khi cạnh đối diện lại bị tác động bằng một lực hướng xuống theo nguyên lý bàn tay trái của Fleming. Các lực này gây tác động quay lên cuộn dây, và làm cho rotor quay. Để làm cho rotor quay liên tục và đúng chiều, một bộ cổ góp điện sẽ làm chuyển mạch dòng điện sau mỗi vị trí ứng với 1/2 chu kỳ. Chỉ có vấn đề là khi mặt của cuộn dây song song với các đường sức từ trường. Nghĩa là lực quay của động cơ bằng 0 khi cuộn dây lệch 90o so với phương ban đầu của nó, khi đó rotor sẽ quay theo quán tính.
Trong các máy điện một chiều lớn, người ta có nhiều cuộn dây nối ra nhiều phiến góp khác nhau trên cổ góp. Nhờ vậy dòng điện và lực quay được liên tục và hầu như không bị thay đổi theo các vị trí khác nhau của rotor.
1. Phương trình cơ bản của động cơ 1 chiều:

```
  E= K.
omega
   (1)
  V= E+Rư.Iư (2)
  M= K Φ Iư   (3)
```

Với:
```
 - Φ: 
Từ thông
 trên mỗi cực(Wb)
 - Iư: dòng điện phần ứng (A)
 - V: 
Điện áp
 phần ứng (V)
 - Rư: 
Điện trở
 phần ứng (Ohm)
 - omega: 
tốc độ
 động cơ(rad/s)
 - M: 
moment
 
động cơ
 (Nm)
 - K: 
hằng số
, phụ thuộc cấu trúc động cơ
```

## Điều khiển tốc độ
Thông thường, tốc độ quay của một động cơ điện một chiều tỷ lệ với điện áp đặt vào nó, và ngẫu lực quay tỷ lệ với dòng điện. Điều khiển tốc độ của động cơ có thể bằng cách điều khiển các điểm chia điện áp của bình ắc quy, điều khiển bộ cấp nguồn thay đổi được, dùng điện trở hoặc mạch điện tử... Chiều quay của động cơ có thể thay đổi được bằng cách thay đổi chiều nối dây của phần kích từ, hoặc phần ứng, nhưng không thể được nếu thay đổi cả hai. Thông thường sẽ được thực hiện bằng các bộ công tắc tơ đặc biệt (Công tắc tơ đổi chiều).
Điện áp tác dụng có thể thay đổi bằng cách xen vào mạch một điện trở nối tiếp hoặc sử dụng một thiết bị điện tử điều khiển kiểu chuyển mạch lắp bằng Thyristor, transistor hoặc loại cổ điển hơn nữa bằng các đèn chỉnh lưu hồ quang Thủy ngân. Trong một mạch điện gọi là mạch băm điện áp, điện áp trung bình đặt vào động cơ thay đổi bằng cách chuyển mạch nguồn cung cấp thật nhanh. Khi tỷ lệ thời gian "on" trên thời gian "off" thay đổi sẽ làm thay đổi điện áp trung bình. Tỷ lệ phần trăm thời gian "on" trong một chu kỳ chuyển mạch nhân với điện áp cấp nguồn sẽ cho điện áp trung bình đặt vào động cơ. Như vậy với điện áp nguồn cung cấp là 100V, và tỷ lệ thời gian ON là 25% thì điện áp trung bình là 25V. Trong thời gian "Off", điện áp cảm ứng của phần ứng sẽ làm cho dòng điện không bị gián đoạn, qua một diode gọi là diode phi hồi, nối song song với động cơ. Tại thời điểm này, dòng điện của mạch cung cấp sẽ bằng không trong khi dòng điện qua động cơ vẫn khác không và dòng trung bình của động cơ vẫn luôn lớn hơn dòng điện trong mạch cung cấp, trừ khi tỷ lệ thời gian "on" đạt đến 100%. Ở tỷ lệ 100% "on" này, dòng qua động cơ và dòng cung cấp bằng nhau. Mạch đóng cắt tức thời này ít bị tổn hao năng lượng hơn mạch dùng điện trở. Phương pháp này gọi là phương pháp điều khiển kiểu điều biến độ rộng xung (pulse width modulation, or PWM), và thường được điều khiển bằng vi xử lý. Đôi khi người ta còn sử dụng mạch lọc đầu ra để làm bằng phẳng điện áp đầu ra và giảm bớt tạp nhiễu của động cơ.
Vì động cơ điện một chiều kiểu nối tiếp có thể đạt tới mô men quay cực đại từ khi vận tốc còn nhỏ, nó thường được sử dụng để kéo, chẳng hạn đầu máy xe lửa hay tàu điện. Một ứng dụng khác nữa là để khởi động các loại động cơ xăng hay động cơ điezen loại nhỏ. Tuy nhiên nó không bao giờ dùng trong các ứng dụng mà hệ thống truyền động có thể dừng (hay hỏng), như băng truyền. Khi động cơ tăng tốc, dòng điện phần ứng giảm (do đó cả trường điện cũng giảm). Sự giảm trường điện này làm cho động cơ tăng tốc cho tới khi tự phá hủy chính nó. Đây cũng là một vấn đề với động cơ xe lửa trong trường hợp mất liên kết, vì nó có thể đạt tốc độ cao hơn so với chế độ làm việc định mức. Điều này không chỉ gây ra sự cố cho động cơ và hộp số, mà còn phá hủy nghiêm trọng đường ray và bề mặt bánh xe vì chúng bị đốt nóng và làm lạnh quá nhanh. Việc giảm từ trường trong bộ điều khiển điện tử được ứng dụng để tăng tốc độ tối đa của các phương tiện vận tải chạy bằng điện. Dạng đơn giản nhất là dùng một bộ đóng cắt và điện trở làm yếu từ trường, một bộ điều khiển điện tử sẽ giám sát dòng điện của động cơ và sẽ chuyển mạch, đưa các điện trở suy giảm từ vào mạch khi dòng điện của động cơ giảm thấp hơn giá trị đặt trước. Khi điện trở được đưa vào mạch, nó sẽ làm tăng tốc động cơ, vượt lên trên tốc độ thông thường ở điện áp định mức. Khi dòng điện tăng bộ điều khiển sẽ tách điện trở ra, và động cơ sẽ trở về mức ngẫu lực ứng với tốc độ thấp.
Một phương pháp khác thường được dùng để điều khiển tốc độ động cơ một chiều là phương pháp điều khiển theo kiểu Ward-Leonard. Đây là phương pháp điều khiển động cơ một chiều (thường là loại kích thích song song hay hỗn hợp) bằng cách sử dụng nguồn điện xoay chiều, mặc dù nó không được tiện lợi như những sơ đồ điều khiển một chiều. Nguồn điện xoay chiều được dùng để quay một động cơ điện xoay chiều, thường là một động cơ cảm ứng, và động cơ này sẽ kéo một máy phát điện một chiều. Điện áp ra của phần ứng máy phát một chiều này được đưa thẳng đến phần ứng của động cơ điện một chiều cần điều khiển. Cuộn dây kích từ song song của cả máy phát điện và động cơ điện một chiều sẽ được kích thích độc lập qua các biến trở kích từ. Có thể điều khiển tốc độ động cơ rất tốt từ tốc độ = 0 đến tốc độ cao nhất với ngẫu lực phù hợp bằng cách thay đổi dòng điện kích thích của máy phát và động cơ điện một chiều. Phương pháp điều khiển này đã được xem là chuẩn mực cho đến khi nó bị thay thế bằng hệ thống mạch rắn sử dụng Thyristor. Nó đã tìm được chỗ đứng ở hầu hết những nơi cần điều khiển tốc độ thật tốt, từ các hệ thống thang nâng hạ người trong các hầm mỏ, cho đến những máy công nghiệp cà các cần trục điện. Nhược điểm chủ yếu của nó là phải cần đến ba máy điện cho một sơ đồ (có thể lên đến 5 trong các ứng dụng rất lớn vì các máy DC có thể được nhân đôi lên và điều khiển bằng các biến trở chỉnh đồng thời). Trong rất nhiều ứng dụng, hợp bộ động cơ - máy phát điện thường được duy trì chạy không tải, để tránh mất thời gian khởi động lại.
Mặc dù các hệ thống điều khiển điện tử sử dụng Thy ris tor đã thay thế hầu hết các hệ thống Ward Leonard cỡ nhỏ và trung bình, nhưng một số hệ thống lớn (cỡ vài trăm mã lực) vẫn còn đắc dụng. Dòng điện kích từ nhỏ hơn nhiều so với dòng điện phần ứng, cho phép các Thyristor cỡ trung bình có thể điều khiển một động cơ lớn hơn rất nhiều, so với điều khiển trực tiếp. Thí dụ, trong một ứng dụng, một bộ Thy ris tor 300 ampe có thể điều khiển một máy phát điện. Dòng điện ngõ ra của máy phát này có thể lên đến 15.000 am pe, với cùng dòng này, nếu điều khiển trực tiếp bằng thy ris tor thì có thể rất khó khăn và giá thành cao.

## Điều khiển số động cơ một chiều có chổi than
Hiện nay, để điều khiển động cơ một chiều (DC motor), có rất nhiều phương pháp được đưa ra. Với sự ra đời của vi xử lý, bộ điều khiển số dần thay thế các bộ điều khiển tương tự truyền thống bởi nhiều ưu điểm. Về bộ điều khiển số, có rất nhiều phương pháp được đề nghị như: PID số, Fuzzy logic, Lyapounov,.. Tuy nhiên, chiếm hơn 70% bộ điều khiển trong công nghiệp là PID.